# Cantonul Montfort-le-Gesnois
Cantonul Montfort-le-Gesnois este un canton din arondismentul Mamers, departamentul Sarthe, regiunea Pays de la Loire, Franța.

## Comune
| Comune               | Populație (1999) | Cod poștal | Cod INSEE |
| -------------------- | ---------------- | ---------- | --------- |
| Ardenay-sur-Mérize   | ...              | 72370      | 72007     |
| Le Breil-sur-Mérize  | ...              | 72370      | 72046     |
| Champagné            | ...              | 72470      | 72054     |
| Connerré             | ...              | 72160      | 72090     |
| Fatines              | ...              | 72470      | 72129     |
| Lombron              | ...              | 72450      | 72165     |
| Montfort-le-Gesnois  | ...              | 72450      | 72241     |
| Nuillé-le-Jalais     | ...              | 72370      | 72224     |
| Saint-Célerin        | ...              | 72110      | 72271     |
| Saint-Corneille      | ...              | 72460      | 72275     |
| Saint-Mars-la-Brière | ...              | 72470      | 72300     |
| Sillé-le-Philippe    | ...              | 72460      | 72335     |
| Soulitré             | ...              | 72370      | 72341     |
| Surfonds             | ...              | 72370      | 72345     |
| Torcé-en-Vallée      | ...              | 72110      | 72359     |